# Sciaiani
Sciaiani is een plaats (frazione) in de Italiaanse gemeente Villa Castelli.